# Julio Conde
Julio Conde (Villalba de los Alcores, Valladolid, 1915 - Madrid, 1995) fue un lutier español formado inicialmente en el taller de su tío Domingo Esteso en Madrid, donde trabajaba junto a sus hermanos Faustino y Mariano, con los que luego formó la empresa «Hermanos Conde».

## Historia
En 1915 Domingo Esteso abrió en Madrid una taller de construcción artesanal de guitarra española junto a su esposa Nicolasa Salamanca que barnizaba las piezas. En él entraron a trabajar los tres hermanos de la saga Conde, Faustino, Mariano y Julio siguiendo su técnica de construcción. Fallecido el maestro, y tras trabajar para su viuda, los hermanos se hicieron cargo de la empresa-taller como «Conde Hermanos Sobrinos de Esteso».
Con el aumento de la producción, Julio abrió un nuevo establecimiento y taller en la calle de Atocha, 53. En él se surtirían guitarristas como Niño Ricardo, Sabicas, Melchor de Marchena, Paco de Lucía, Chicuelo, etc. Tras el fallecimiento de sus hermanos Faustino y Mariano en los años 1988 y 1989 respectivamente, Julio continuó con la producción, que tras su muerte en 1995, continuaron sus hijos y nieta.